# Daïra de Bougaa
La daïra de Bougaa (en berbère: Bugaɛa)  est une circonscription administrative algérienne située dans la wilaya de Sétif. Son chef-lieu est situé sur la commune éponyme de Bougaa.
La daïra regroupe les trois communes Aïn Roua, Beni Hocine et Bougaa.

## Géographie

### Localisation
| Hammam Guergour                            | Maoklane        | Kherrata (wilaya de Béjaïa) |
| Hammam Guergour                            | daïra de Bougaa | Aïn Arnat                   |
| Bir Kasdali (wilaya de Bordj Bou Arreridj) | Aïn Arnat       | Aïn Arnat                   |